# Феодор (меридарх)

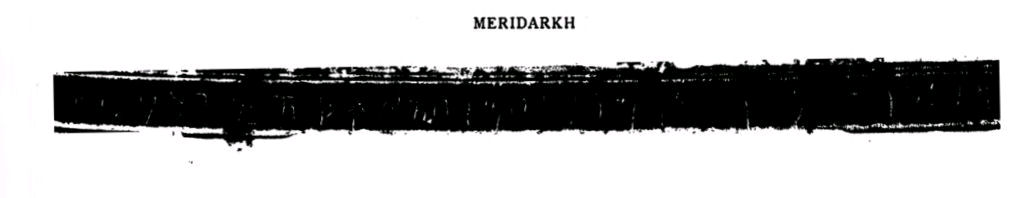
Надпись меридарха Феодора

Феодор (Феодот) — меридарх в Северо-Западной Индии в I веке до н. э.
О меридархе Феодоре, сохранившем реликвии Будды «для блага людей», известно с середины XX века из обнаруженной надписи на пракрите. По замечанию А. А. Попова, термин μερίδοφχες появился в эпиграфических источниках Северо-Западной Индии в I веке до н. э. после падения владычества греков в Бактрии. Эти «наместники частей» управляли территориями, являвшимися административными частями сатрапий. По замечанию В. Тарна, Феодор из Свата, будучи греком, несомненно, исповедовал буддизм, так как если он только исполнял отданное ему поручение, то указал бы об этом.